# العريس يصل غدا (فلم)
العريس يصل غدا هو فيلم مصري عرض عام 1963، بطولة أحمد رمزي وسعاد حسني، ومن إخراج نيازي مصطفى.

## قصة الفيلم
يحكي عن قصة امرأة تدعى عنايات هانم (مديحة يسري) والتي تنجح في إدارة مصنع ملابس بعد وفاة زوجها وتتعرف على تاجر أقمشة يدعى الحاج عوض الله (عماد حمدي) والذي يسعى للزواج منها إلا انها تطلب منه تأجيل الزواج حتى تزوج ابنتيها الكبيرتان اللتان يدعيان سميرة (سعاد حسني) وكوثر (ليلى شعير) فيبدأ عوض الله في البحث عن عريسين لهما ويقع اختياره على فتح الله (أحمد رمزي) أخيه وكذلك ممدوح أفندي (فؤاد المهندس) وعندها تبدأ الأحداث الكوميدية والمشوقة.

## طاقم التمثيل
- أحمد رمزي: (فتح الله)
- سعاد حسني: (سميرة)
- فؤاد المهندس: (ممدوح)
- ليلى شعير: (كوثر)
- عماد حمدي: (عوض الله)
- مديحة يسري: (عنايات هانم)
- مديحة سالم: (ليلى)
- عدلي كاسب: (أخو عنايات هانم)
- كريمة الشريف: (الخادمة)
- عبد الحميد بدوي: (المأذون)

## فريق العمل
- إخراج: نيازي مصطفى
- قصة: نيازي مصطفى
- سيناريو: عبد الحي أديب
- حوار: أبو السعود الإبياري
- مدير التصوير: كمال كريم
- مونتاج: عبد العزيز فخري
- إنتاج: منير رفلة
- موسيقى تصويرية: ميشيل يوسف
- توزيع داخلي: الشرق لتوزيع الافلام
- توزيع خارجي: المتحدة للسينما